# How Can I Keep From Singing?
How Can I Keep From Singing? – singel irlandzkiej wokalistki i kompozytorki Enyi, z trzeciego albumu studyjnego Shepherd Moons, wydany nakładem Warner Music w 1991 r. Utwór jest interpretacją tradycyjnej, chrześcijańskiej pieśni religijnej.

## Dostępne wydania
Singel wydano na małej płycie winylowej (SP), maxi singlu na winylu i CD oraz na kasecie magnetofonowej (single cassette).
| Wydanie standardowe: winyl 7 cali (DE-UK), kaseta magnetofonowa (AUS-UK), Mini-CD (JP) | Wydanie standardowe: winyl 7 cali (DE-UK), kaseta magnetofonowa (AUS-UK), Mini-CD (JP) | Wydanie standardowe: winyl 7 cali (DE-UK), kaseta magnetofonowa (AUS-UK), Mini-CD (JP) |
| Nr                                                                                     | Tytuł utworu                                                                           | Długość                                                                                |
| -------------------------------------------------------------------------------------- | -------------------------------------------------------------------------------------- | -------------------------------------------------------------------------------------- |
| 1.                                                                                     | „How Can I Keep From Singin?” (muz. i słowa tradycyjne, 3. wers Doris Penn)            | 4:32                                                                                   |
| 2.                                                                                     | „Oíche chiún” (muz. i słowa tradycyjne)                                                | 3:44                                                                                   |
|                                                                                        |                                                                                        | 8:16                                                                                   |

| Maxi winyl (UK), Maxi CD (DE-UK-TWN) | Maxi winyl (UK), Maxi CD (DE-UK-TWN)                                        | Maxi winyl (UK), Maxi CD (DE-UK-TWN) |
| Nr                                   | Tytuł utworu                                                                | Długość                              |
| ------------------------------------ | --------------------------------------------------------------------------- | ------------------------------------ |
| 1.                                   | „How Can I Keep From Singin?” (muz. i słowa tradycyjne, 3. wers Doris Penn) | 4:32                                 |
| 2.                                   | „Oíche chiún” (muz. i słowa tradycyjne)                                     | 3:44                                 |
| 3.                                   | „'S Fagaim mo Bhaile” (Enya-Roma Ryan)                                      | 3:57                                 |
|                                      |                                                                             | 12:13                                |